# معرض دبي للطيران
معرض دبي للطيران، هو معرض جوي يقام كل سنتين في دبي، الإمارات العربية المتحدة تحت رعاية الشيخ محمد بن راشد آل مكتوم، نائب رئيس الدولة رئيس مجلس الوزراء حاكم دبي، بالتعاون مع هيئة الطيران المدني، مطارات دبي، دبي وورلد سنترال والقوات المسلحة الإماراتية. يتم تنظيمه من قبل شركة Tarsus Aerospace منذ عام 1989. الحدث "مفتوح لمحترفي الأعمال والصناعة فقط".

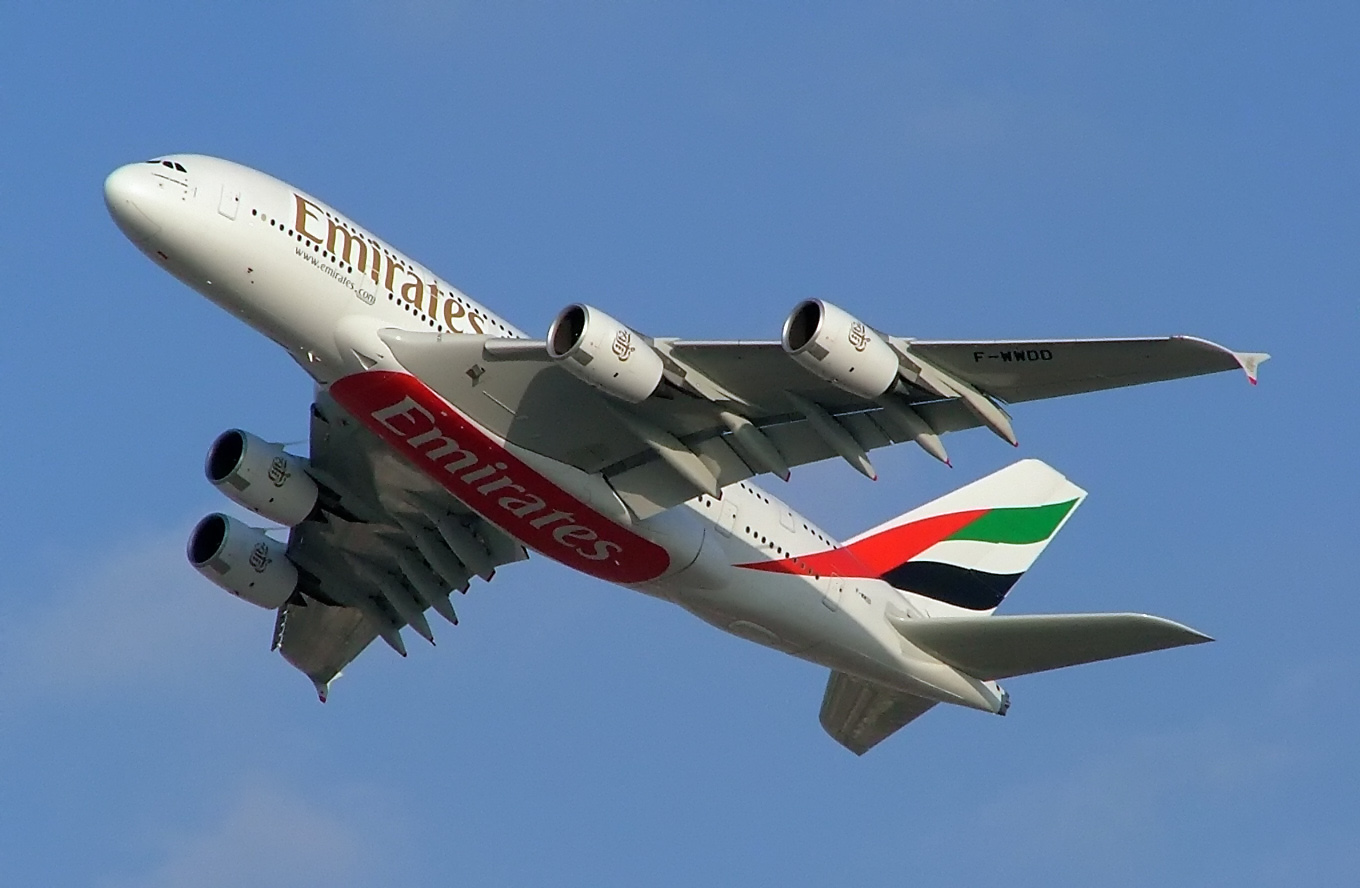
طائرة إيرباص إيه 380 محلقة في معرض 2005

## تاريخ

### 1986
انطلقت النسخة الأولى من المعرض باسم معرض الطيران العربي في عام 1986 - وكان عبارة عن معرض تجاري صغير للطيران المدني نظمته شركة Fairs and Exhibitions LTD في مركز دبي التجاري العالمي.

### 1989
أقيم معرض دبي للطيران في عام 1989 في مطار دبي، مدفوعاً باستثمارات كبيرة من الشرق الأوسط في الطيران المدني والعسكري. نما معرض دبي للطيران ليصل إلى 200 عارض و25 طائرة في عام 1989.

### 1991
في عام 1991 وبسبب اندلاع حرب الخليج، تأجل العرض من يناير إلى نوفمبر وكان له تركيز عسكري قوي نظرًا للأحداث التي كانت تمر بها المنطقة.

### 2001
أقيم معرض عام 2001 بعد ستة أسابيع فقط من أحداث 11 سبتمبر 2001، واختتم بسجل طلبات قياسي بلغ 15.6 مليار دولار أمريكي.

### 2003
كان معرض دبي للطيران 2003 هو أسرع المعارض مبيعاً في تاريخ الحدث، حيث شاركت فيه 550 شركة من 36 دولة.

### 2005
خلال معرض الطيران عام 2005، ظهرت طائرة A380 لأول مرة في الشرق الأوسط. حيث وصلت بطلاء وشعار شركة طيران الإمارات لتسليمها لأكبر عملائها.

### 2013
في عام 2013، حضر 1,046 عارضًا من 60 دولة، واجتذبوا 60,692 زائرًا تجاريًا، سجل هذا الحدث رقم طلبات قياسي بلغ 206.1 مليار دولار أمريكي لصفقات الطائرات وقطع الغيار والصيانة والإصلاح والتجديد. عرضت 163 طائرة. قدمت طيران الإمارات أعلى طلب شراء طائرات بقيمة 99 مليار دولار لشراء 150 طائرة بوينج 777 إكس التي تم إطلاقها حديثًا بالإضافة إلى 50 خيار آخر و50 طائرة إيرباص A380.

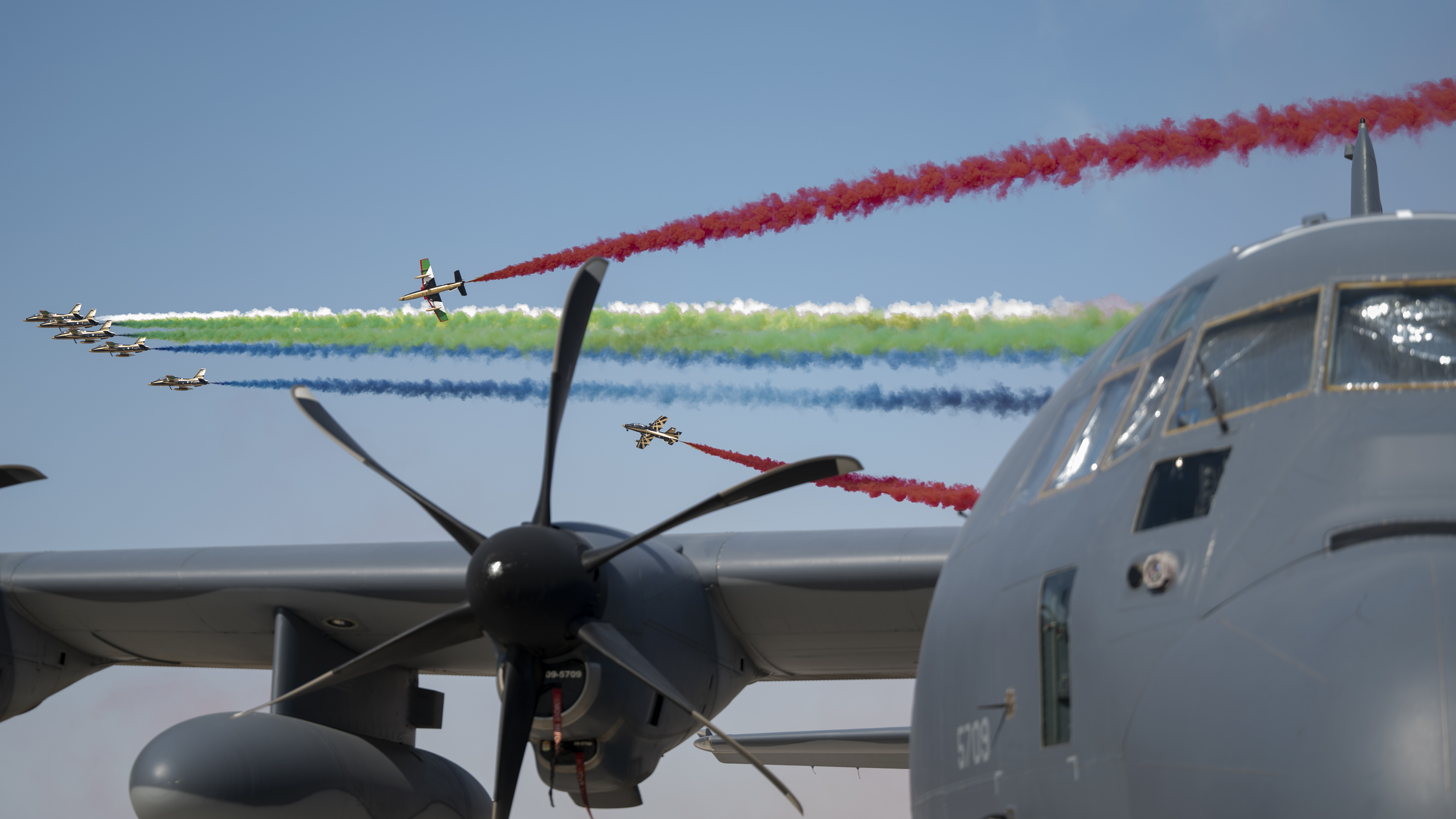
تحليق الفرسان في معرض دبي للطيران 2023

### 2023
أصبحت  هذه النسخة للمعرض الدورة الأكبر في تاريخ معرض دبي للطيران، والتي شهدت الإعلان عن صفقات بقيمة تزيد على 101 مليار دولار، واستقبلت أكثر من 135 ألف زائر، إضافة إلى مشاركة أكثر من 1400 جهة عارضة من 98 دولة، و493 وفداً رسمياً من 97 دولة. 

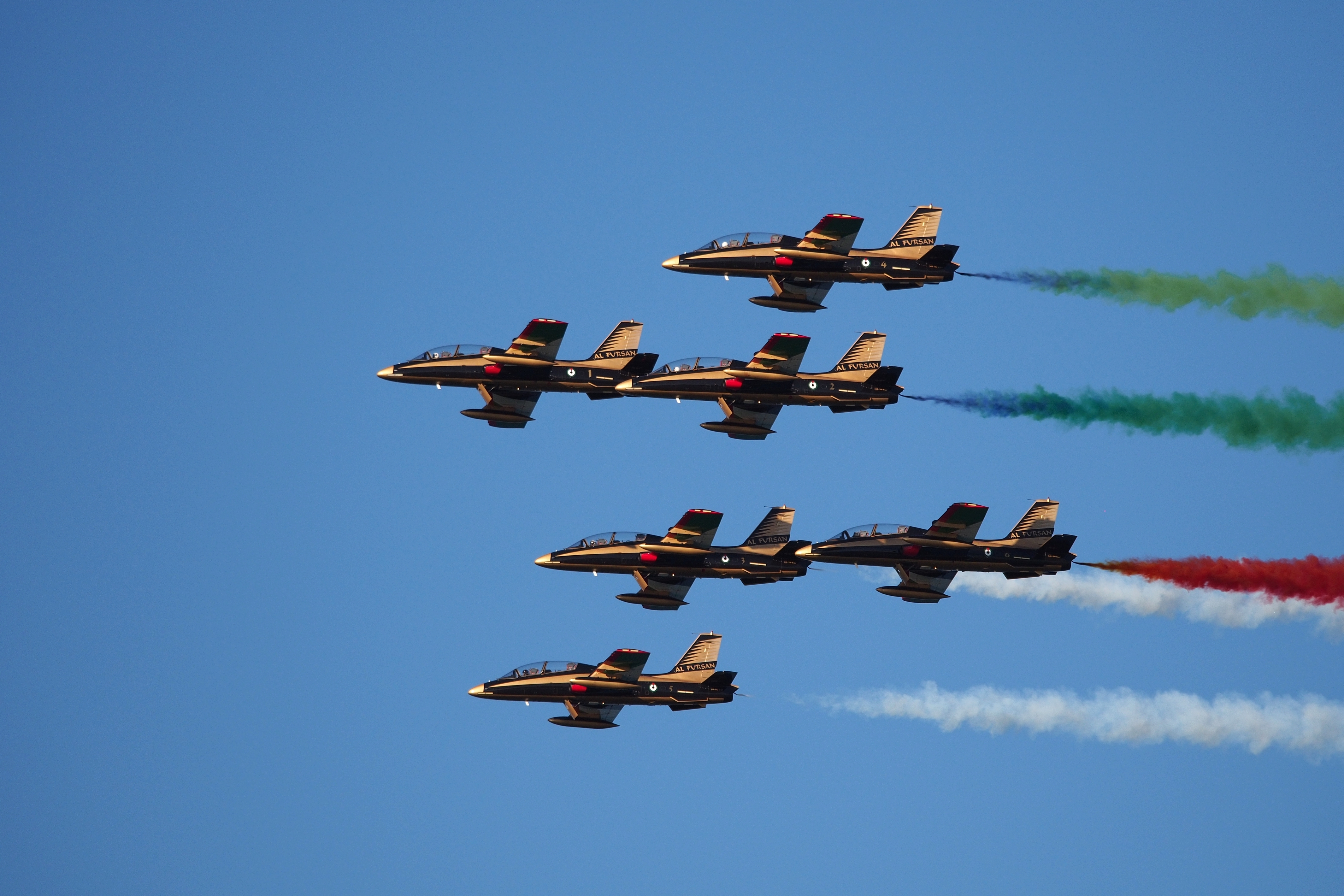
فرسان الإمارات

## عروض الطيران
توضح عروض الطيران القدرات الفنية لطائرات الشركات العارضة. شملت هذه العروض استخدام طائرات إيرباص A380، A400M، F-16، F/A-18، F-22 رابتور، V-22 أوسبري، B-1B، يوروفايتر تايفون إلى جانب العروض البهلوانية التي قدمتها فرق دولية بما في ذلك باترويل دي فرانس، وريد آروز من المملكة المتحدة، والفرسان من الإمارات العربية المتحدة.

## مواقع خارجية
- الموقع الرسمي للمعرض